# Speed Racer (2008.)
Speed Racer je američki akcijski film iz 2008. koji su napisali i režirali Lana i Andy Wachowski. U adaptacija serijala japanskog animea Speed Racer iz 1960-ih pojavljuju se Emile Hirsch, u glavnoj ulozi, te Christina Ricci, John Goodman, Susan Sarandon i Matthew Fox u sporednim ulogama. Film je bio razvijan od 1992., mijenjali su se pisci i redatelji, sve dok producent Joel Silver i redatelji Wachowski nisu započeli suradnju na Speed Raceru kao obiteljskom filmu.
Speed Racer je bio sniman od početka lipnja do kraja kolovoza 2007. u Potsdamu i Berlinu, s budžetom procijenjenim na 120,000,000 milijuna dolara. Premijerno je prikazan 3. svibnja 2008., ujedno i zatvarajući filmski festival Tribeca, a u kinodvoranama sljedeći tjedan. Iako je film dobio negativne kritike i podbacio na kinoblagajnama, časopis Time ga je uvrstio na listu "25 najboljih sportskih filmova svih vremena".